# Semaeopus testacea
Semaeopus testacea là một loài bướm đêm trong họ Geometridae.